# Esme Howard, 1:e baron Howard av Penrith
Esme Howard, 1:e baron Howard av Penrith, född 15 september 1863, död 1 augusti 1939, var en brittisk diplomat.
Howard blev 1886 attaché i Rom, var därpå anställd vid ambassaden i Berlin och deltog i boerkriget. Howard fick sedan åtskilliga uppdrag, var 1913-19 envoyé i Stockholm, deltog 1919 i fredskonferensen i Paris, var 1919-24 ambassadör i Madrid och 1924-30 i Washington.